# 杜格尔德·布鲁斯·洛克哈特
杜格尔德·布鲁斯·洛克哈特（英語：Dugald Bruce Lockhart，1968年—）是一位苏格兰电影、电视和舞台演员。
杜格尔德·布鲁斯·洛克哈特在皇家戏剧艺术学院学习表演，之后在皇家莎士比亞劇團工作。